# Garage Fuzz
Garage Fuzz é uma banda brasileira de punk rock e hardcore formada em 1991 na cidade de Santos, São Paulo.
Uma das bandas mais influentes do underground brasileiro durante as décadas de 1990 e 2000, o Garage Fuzz já fez turnês por todo o Brasil ao lado de nomes internacionais como Sick of it All, Down By Law, Fugazi, Samiam e Seaweed. Com influências de Hüsker Dü, The Celibate Rifles e The Saints, o grupo possui uma extensa discografia, entre álbuns de estúdio, álbuns ao vivo, splits e EPs.
Composto atualmente por Victor Franciscon (vocais), Fernando Bassetto (guitarra), Wagner Reis (guitarra), Fabricio de Souza (baixo) e Daniel Siqueira (bateria), o grupo tem suas origens ligadas a diversas bandas do cenário independente dos anos 80 e 90 em Santos, como Ovec, Psychic Possessor e Safari Hamburguers.

## História

### Formação e primórdios (1991–1992)
O Garage Fuzz surgiu em abril de 1991 como um trio formado por Alexandre Cruz (vocais e guitarra), Fabricio de Souza (baixo) e Daniel Siqueira (bateria). A primeira apresentação ao vivo ocorreu duas semanas após sua formação, ao serem convidados por Zé Antonio Algodoal para abrir um show do Pin Ups no Espaço Retrô. Ao longo do mesmo ano, o grupo entrou em estúdio para gravar a primeira demo tape, Daylight, com seis músicas.
Ao final de 1992 e início de 1993, Marco Butcher e Fernando Zambeli entram para o grupo como vocalista e segundo guitarrista, respectivamente. O primeiro registro como um quinteto ocorre com a gravação da segunda demo tape, Garbage Funny Things, com a influência inicial das guitar bands.
Após se apresentarem fora do estado de São Paulo, Marco deixa a banda. Alexandre abandona as guitarras e assume em definitivo os vocais e Wagner ocupa o posto de guitarrista, consolidando a formação clássica do grupo.

### Relax in Your Favorite Chair(1993–1996)
Ainda em 1993, gravam a música "When All The Things" para a coletânea No Major Babes. A gravação proporciona à banda um contrato com a gravadora holandesa Roadrunner Records, e em 1994 o Garage Fuzz lança o primeiro álbum, intitulado Relax in Your Favorite Chair, distribuído em mais de 15 países, incluindo França, Alemanha, Inglaterra, Itália, República Tcheca e Benelux (Bélgica, Luxemburgo e Holanda). Durante a divulgação do álbum, em 1995 e 1996, foi produzido um vídeoclipe para "When All The Things" e o grupo embarcou em sua primeira turnê nacional.

### Segundo álbum e consolidação no cenário internacional (1997–2000)
Em 1997, oficializam a saída da Roadrunner e gravam uma nova demo tape, Four New Songs, resultando no lançamento de duas faixas na coletânea 100Trifuga.
Em 1998, é lançado o EP Confortable Dimensions For Suitable Structures pela Spicy Records, que inclui uma versão de "Dead Wrong" do grupo norte-americano Bullet Lavolta.
No mesmo ano fecham contrato com o selo americano Onefoot Records para o lançamento do segundo disco. As gravações têm início em dezembro de 1998 e, no ano seguinte, o álbum Turn The Page... The Season is Changing é lançado, sendo distribuído nos Estados Unidos e Europa. As participações nas coletâneas Check This Out Too e Punk Ass Generosity fortalecem o nome do grupo no cenário internacional, resultando em apresentações ao lado de nomes como Sick of It All, All You Can Eat, No Fun at All, Shelter, Fugazi, Lagwagon, Man or Astro-man? e Down By Law, bem como em uma turnê de 10 shows com o Seaweed em 1999.
Em 2000, é produzido um vídeoclipe para a faixa "Replace", e em dezembro voltam ao estúdio para registrar cinco canções inéditas que formariam o EP Instant Moments, de 2001.

### 3500 Days Alive!,The Morning WalkeDefinitively Alive(2001–2009)
Em setembro de 2001 sai o primeiro disco ao vivo do grupo, 3500 Days Alive!, assim chamado em referência à trajetória de 10 anos da banda. O álbum, distribuído pelo selo paulista Highlight Sounds, traz 16 faixas gravadas ao vivo em Santos no dia 22 de abril de 2001. A divulgação do disco contou pela primeira vez com datas na Argentina e Uruguai.
Em 2002, é lançado Working On The Title, split com a banda norte-americana Solea, e é realizada uma turnê pelo Brasil com o Samiam.
Ainda nessa década são lançados The Morning Walk, terceiro disco de estúdio, editado em 2005 pela Thirteen Records, e o DVD Definitively Alive, em 2009, pela Ideal Records.

### Saída de Fernando Zambelli eFast Relief(2010–2016)
Logo após a gravação do DVD, o guitarrista Fernando Zambelli deixa o Garage Fuzz, e em seu lugar é recrutado Fernando Bassetto.
Em 2012, é lançado o EP Warm & Cold, com quatro composições inéditas; tal lançamento foi inicialmente encartado na edição comemorativa de 17 anos da revista CemporcentoSKATE.
Em abril de 2012, se apresentam no palco Alternativo do Lollapalooza Brasil, em São Paulo.
Em 2015, o grupo retorna com o quarto disco de estúdio, Fast Relief, o primeiro lançado de forma independente. O álbum apresente uma mistura de hardcore com elementos do rock alternativo e post-hardcore.
O disco seguinte, Comfortable Moments, é lançado em 2016, também de forma independente e somente em vinil. Comfortable Moments compila os EPs Confortable Dimensions For Suitable Structures e Instant Moments nos lados A e B, respectivamente.

### Saída de Alexandre "Sesper" Cruz eLet the Chips Fall(2021-presente)
Em abril de 2020, lançam um novo EP de inéditas, chamado Take Care Of Your Friends.
Em julho de 2021, o vocalista Alexandre "Sesper" Cruz anuncia que deixa a banda após 30 anos. O vocalista e artista plástico atualmente vive em Israel e esse foi o motivo pelo qual deixou o grupo. Para o seu lugar, o Garage Fuzz traz Victor Franciscon, também vocalista da banda Dharma Numb. No mesmo mês, o Garage Fuzz lança seu primeiro trabalho desde 2015, chamado Let the Chips Fall, com três músicas.

## Integrantes

### Formação atual
- Victor Franciscon - vocal
- Fernando Bassetto - guitarra
- Wagner Reis - guitarra
- Fabricio de Souza - baixo elétrico
- Daniel Siqueira - bateria

### Ex-integrantes
- Marco Butcher - vocal
- Fernando Zambelli - guitarra
- Alexandre Cruz  - vocal

## Discografia

### Demos
- Daylight (1991)

- Garbage Funny Things (1993)
- Four New Songs (1997)

### Álbuns
- Relax In Your Favorite Chair (1994)
- Turn The Page… The Season Is Changing (1999)
- 3500 Days Alive! (2001)
- The Morning Walk (2005)
- Definitively Alive (2009)
- Fast Relief (2015)

### EPs
- Confortable Dimensions For Suitable Structures (1998)
- Instant Moments (2001)
- Warm & Cold (2012)
- Let the Chips Fall (2021)

### Splits
- Garage Fuzz/Solea - Working On The Title (2002)
- Garage Fuzz/Againe (2016)

### Coletâneas
- No Major Babes Vol.2 (1994)
- Comfortable Moments (2016)
- Guitar Days (2019)

### Videoclipes
- When All The Things
- Replace
- Embedded Needs
- Dear Cinnamon Tea
- Post It Reminder
- Fast Relief
- Pay Your Dues

## Prêmios e Indicações
| Ano  | Prêmio          | Categoria                    | Indicação     | Resultado | Ref.   |
| ---- | --------------- | ---------------------------- | ------------- | --------- | ------ |
| 2009 | VMB             | Melhor Banda de Hardcore     | Garage Fuzz   | Indicado  | [ 14 ] |
| 2013 | Prêmio Dynamite | Melhor álbum punk / hardcore | “Warm & Cold” | Venceu    | [ 15 ] |